# Norwegian Air
Norwegian Air är ett musikalbum av det norska brassbandet Brazz Brothers ifrån 1992.

## Låtlista
1. "Folketone-elegi" (Helge Førde) – 4:53
  - Baserad på en norsk traditionell folksång.
2. "Lite bane" (Trad.) – 5:03
  - Traditionell norsk folksång.
3. "Barbara's Theme" (Johnny Mandel) – 5:03
4. "Bruremarsj" (Jan Magne Førde) – 3:22
5. "Londonderry Air" (Trad.) – 3:20
  - Traditionell irländsk folksång.
6. "Basketaket" (Helge Førde) – 3:57
  - Baserad på den norska traditionella melodin "Rotnheims Knut".
7. "Lys" (Jan Magne Førde) – 4:20
  - Baserad på en norsk traditionell folksång från Nordmøre.
8. "Slåttemutasjon" (Helge Førde) – 5:04
  - Baserd på den norska traditionella melodin "Førnesbrunen".
9. "Budeiesull" (Trad.) – 6:29
10. "Akkurat nå" (Geir Holmsen, Trond Brœnne) – 4:30

- Arrangemang:
- Helge Førde (3, 5, 10)
- Jan Magne Førde (2)
- Jarle Førde (9)

## Brazz Brothers
- Jarle Førde — trumpet, flygelhorn
- Jan Magne Førde — trumpet, flygelhorn
- Runar Tafjord — valthorn
- Helge Førde — trombon
- Stein Erik Tafjord — tuba
- Egil Johansen — trummor